# Stobaera minuta
Stobaera minuta är en insektsart som beskrevs av Henry Fairfield Osborn 1905. Stobaera minuta ingår i släktet Stobaera och familjen sporrstritar. Inga underarter finns listade i Catalogue of Life.